# Natan Slifkin
Natan Slifkin (também Nosson Slifkin) (em hebraico:  נתן סליפקין; nascido a 25 de junho de 1975 em Manchester, Inglaterra), popularmente conhecido como o "Zoo Rabbi", é um rabino ortodoxo moderno e diretor do Museu Bíblico de História Natural em Bete-Semes, Israel. É conhecido por seu interesse em zoologia e ciência em geral, juntamente com seus livros sobre esse tópicos, que são controversos a judeus haredi.

## Biografia
Slifkin nasceu e cresceu em Manchester, Reino Unido, onde estudou em uma yeshivá local. Deixou o país em 1995 para continuar seus estudos nas yeshivot Medrash Shmuel e Mir, em Jerusalém, Israel. Ele foi ordenado na Instituição Ohr Somayach, onde estudou Talmud e judaísmo contemporâneo. Atualmente, vive em Ramat Beit Shemesh, onde administra o Museu Bíblico de História Natural. Slifkin possui um mestrado em Estudos Judaicos pelo Instituto Lander em Jerusalém e um douturado em História Judaica pela Universidade Bar-Ilan, finalizado em 2016. Sua dissertação é intitulada: Encontros rabínicos e masquilicos com a zoologia no século XIX.

## Relação com a ciência
Slifkin explora perspectivas rabínicas tradicionais em seus livros e discute como elas podem se relacionar com questões de interesse da ciência moderna. Slifkin é autor de vários livros que tratam da intersecção de Torá, ciência e zoologia.
Na abordagem de Slifkin para a reconciliação do Gênesis e da teoria científica moderna, o judaísmo tradicional não exigiria uma abordagem literal da cosmologia bíblica, tampouco uma crença de que o Talmud estaria sempre correto sobre assuntos científicos. Pontos de vista semelhantes a estes foram aceitos por alguns dentro do escopo do judaísmo ortodoxo. Desencadeado pelos livros de Slifkin, um debate público sobre quão literalmente o judaísmo ortodoxo interpreta a Torá, e quanto peso deveria ser dado às discussões científicas dos sábios rabínicos foi iniciado.

## Banimento rabínico
Os livros de Slifkin, que tinham "referências cautelosas à teoria evolucionária", levaram a uma denúncia de seu trabalho por autoridades ultraortodoxas. Os rabinos se opõem ao tom do trabalho de Slifkin, afirmando que "mesmo o que não é herético é expresso de uma maneira que apenas um herege falaria". A proibição provocou um debate, em grande parte na internet, que levou a editora de Slifkin, Targum Press, a descontinuar a distribuição de seus livros. A Yashar Books, uma editora judaica menor, concordou em distribuí-los.
A revista Moment citou um rabino anônimo que teria dito: “A proibição de Slifkin é uma grande chance. É uma espécie de luta pelo poder, e aqueles que não assinaram a proibição estão indignados agora. Estou falando de rabinos com longas barbas brancas que estão furiosos com isso... Ele está dizendo em voz alta o que muitas pessoas têm falado baixinho o tempo todo. Para essas pessoas, ele é uma espécie de figura de proa."
Os rabinos Aharon Feldman e Shlomo Miller escreveram artigos em defesa do banimento, e o rabino Moshe Meiselman deu três palestras sobre esse tópico na yeshivá Toras Moshe, embora o rabino Feldman conceda que, mesmo na opinião do rabino Eliashiv, Slifkin "não pode ser chamado de herege", embora partes dos livros sejam, em sua opinião, heréticas, porque "ele seguiu, pelo menos, uma opinião minoritária". Essas defesas da proibição eram controversas, e o rabino Slifkin postou todas elas em seu site, juntamente com refutações escritas por várias pessoas. O rabino Meiselman solicitou que o rabino Slifkin removesse as palestras de seu site, um pedido com o qual Slifkin não concordou. Em 2013, o rabino Meiselman lançou um livro de quase 900 páginas intitulado "Torá, Chazal e Ciência", que ele afirmou que "foi uma resposta a algumas controvérsias recentes em torno de questões de Torá e ciência. Uma série de livros... tentaram introduzir uma nova teologia radical e proclamá-la compatível com a crença judaica clássica”. Chaim Malinowitz rompeu com seus colegas Haredi ao não buscar a proibição dos livros de Slifkin.
A 5 de outubro de 2008 Slifkin publicou um ensaio intitulado "Em Defesa dos Meus Oponentes" no qual ele reconhece que há uma base razoável para a proibição de seus livros em certas comunidades.

## Obras publicadas
- The Science of Torah: The Reflection of Torah in the Laws of Science, The Creation of the Universe and the Development of Life (Targum Press 2001) ISBN 1-56871-288-X. Mais tarde republicado em uma edição revisada e ampliada como The Challenge of Creation: Judaism's Encounter with Science, Cosmology and Evolution (Zoo Torah/Yashar Books 2006) ISBN 1-933143-15-0
- Mysterious Creatures (Targum Press 2003) ISBN 1-56871-248-0. Republicado em uma edição revisada e ampliada como Sacred Monsters: Mysterious and Mythical Creatures of Scripture, Talmud and Midrash (Zoo Torah/Yashar Books 2006) ISBN 1-933143-18-5
- The Camel, the Hare and the Hyrax: A Study of the Laws of Animals with One Kosher Sign in Light of Modern Zoology (Targum Press 2004) ISBN 1-56871-312-6. Republicado com correções em 2011.
- Lying for Truth: Understanding Yaakov's Deception of Yitzchak (Targum Press 1998) ISBN 1-56871-106-9
- Second Focus: Original and Stimulating Essays on Jewish Thought (Targum Press 1999) ISBN 1-56871-176-X
- In Noah's Footsteps: Biblical Perspectives on the Zoo (The Tisch Family Zoological Gardens 2000)[10]
- Nature's Song: An Elucidation of Perek Shirah, the Ancient Text that Lists the Philosophical and Ethical Lessons of the Natural World (Targum Press 2001) ISBN 1-56871-274-X. Republished in 2009.
- Man and Beast: Our Relationship with Animals in Jewish Law and Thought (Zoo Torah/Yashar Books 2006) ISBN 1-933143-06-1
- The Torah Encyclopedia of the Animal Kingdom (Maggid 2015) ISBN 1-59264-404-X
- Rationalism Vs. Mysticism: Schisms in Traditional Jewish Thought (Gefen 2021) ISBN 9657023629

Slifkin escreve um blog chamado "Rationalist Judaism", em que ele promulga suas opiniões sobre o pensamento judaico. Ele também publicou livros digitais em muitos de seus tópicos de interesse.